# Juan Segismundo de Zápolya
Juan Segismundo de Zápolya (en húngaro: Szapolyai János Zsigmond) (Buda, actual Budapest, 7 de julio de 1540 - Gyulafehérvár, 14 de marzo de 1571) fue un noble húngaro, conde de Szepes e hijo del rey Juan I de Hungría y de Isabela Jagellón de Hungría. Juan Segismundo fue el primer Príncipe de Transilvania (1541-1571), luego de que ésta se independizase tras la ocupación turca de Hungría. Fue rey electo (rex electus) de Hungría como Juan II (mas nunca fue coronado ni reinó).

## Biografía
Tras resistir durante dos siglos los ataques turcos otomanos, Hungría finalmente fue derrotada en 1526 en la batalla de Mohács, donde murió el rey Luis II de Hungría. Al no dejar herederos, pronto el voivoda de Transilvania, el conde húngaro Juan de Zápolya y Fernando I de Habsburgo, hermano del emperador germánico se hicieron coronar como reyes húngaros y continuaron una serie de luchas por conservar el control del reino. Puesto que el rey Juan I de Hungría no tenía hijos herederos, tras su muerte, Fernando Habsburgo y sus descendientes serían los reyes húngaros. 

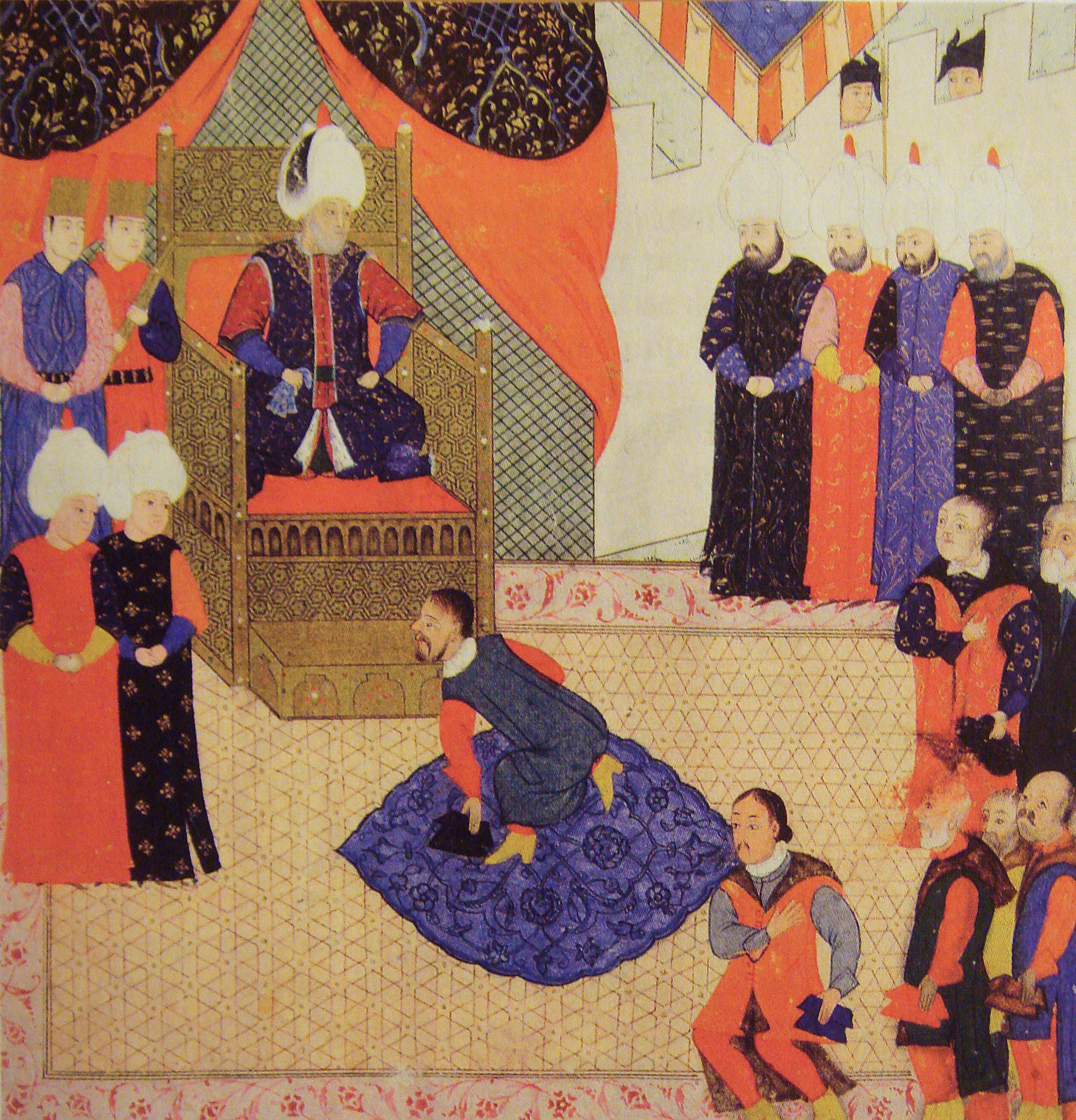
Juan Segismundo de Zápolya arrodillado ante el sultán Suleimán el Magnífico en 1556.

Sin embargo, en 1540 justo antes de morir, Juan I se enteró de que su esposa la reina Isabela Jagellón (hija del rey Segismundo I de Polonia) finalmente había dado a luz un hijo varón, al cual llamaron Juan Segismundo de Zápolya y de inmediato fue proclamado como sucesor en el trono húngaro. Fernando pronto se enteró de esto y movilizó sus ejércitos hacia Hungría, tras lo cual el sultán Solimán el Magnífico enfurecido decidió que no se podía confiar ni en los húngaros ni en los germánicos, pues pactaban en secreto a sus espaldas. 
En pocos meses, los ejércitos otomanos avanzaron hacia la sede real húngara, Buda, instalando su campamento en agosto de 1541 junto a la montaña sobre la cual se hallaba la ciudad real. Pronto Solimán envió sus emisarios al palacio pidiéndole a la reina viuda Isabela que fuese al campamento turco a presentarle al niño recién nacido. Bajando en un carruaje dorado donde viajaba la reina con varias nodrizas que llevaban a Juan Segismundo en sus brazos, pronto los húngaros se dieron cuenta de que el sultán planeaba algo: un contingente de jenízaros turcos aprovechó la ocasión para colarse en la ciudad y sin ningún enfrentamiento armado ésta fue tomada por las fuerzas otomanas. Luego de estar varios días encerrada en su palacio, la reina Isabela fue trasladada con su hijo al castillo de Lippa (Lipova) junto al río Maros. El sultán le había permitido llevarse todas sus pertenencias personales y le prometió que ocuparía la ciudad de Buda hasta la mayoría de edad de Juan Segismundo, quien reinaría de forma independiente, aunque como vasallo del Imperio Otomano. La reina arribó finalmente a la ciudad de Gyulafehérvár en Transilvania (donde la familia de su esposo tenía extensos dominios), mudándose al palacio obispal que fue remodelado para acoger a la reina y a su hijo.
El pequeño Juan Segismundo creció bajo la tutoría de su madre, la reina Isabela, y del monje católico Jorge Martinuzzi, quienes ejercieron de regentes de Transilvania hasta la mayoría de edad del joven de Zápolya. Juan Segismundo se convirtió en una persona ejemplarmente culta. Hablaba y escribía en ocho idiomas: húngaro, polaco, italiano, latín, griego, rumano y turco. Era conocido por ser muy apuesto (de contextura media y atlética, cabellos rubios, labios delgados, piel delicada). Era un apasionado amante de los libros, así como de la música y la danza. A pesar de su contextura delgada adoraba la caza y hacía uso de la lanza en dichas ocasiones.
Aparte de su gran nivel cultural, también era famosa su extrema paciencia y sentido de la justicia. Era capaz de escuchar durante horas las diversas discusiones religiosas entre sacerdotes católicos y protestantes. También es importante destacar que los territorios de Hungría que estaban bajo su control contaban con un ejército de 50 000 soldados permanentes, siendo algo extraordinario para su época, pues ningún otro Estado europeo disponía constantemente de dicha fuerza militar.
En 1568, Juan Segismundo, aconsejado por el teólogo Ferenc Dávid, ordenó la sanción del Edicto de Turda, el cual estipulaba que se debían respetar las cuatro tendencias religiosas cristianas principales: (catolicismo, luteranismo, calvinismo y unitarismo). Religiones que el mismo practicó en su vida. Ya que fue católico hasta 1562, Luterano hasta 1564, calvinista hasta 1568 y por fin unitario hasta su muerte. 
Posteriormente, la pugna entre los dos pretendientes al trono húngaro continuó hasta que un par de años después de la Paz de Adrianópolis en 1568, firmada entre el emperador germánico Maximiliano II de Habsburgo y el sultán Selim II, Juan Segismundo se viese obligado a renunciar al título de rey húngaro en 1570. 
En el acuerdo de Speyer del 16 de agosto entre Juan Segismundo y el emperador, Transilvania fue reconocida como un Principado independiente bajo vasallaje ante los turcos otomanos con Juan Segismundo a su cabeza, sellándose así la separación del reino húngaro en tres regiones político-administrativas independientes. Juan Segismundo murió pocos meses luego de la ratificación de dicho acuerdo en 1571, y el conde católico Esteban I Báthory fue elegido como nuevo Príncipe transilvano por la gran asamblea.

## Árbol genealógico
|  |  |  |  |  |  |  |  |  |  |                                                               |                                                               |                                                               |                                                               |                                                               |                                                               |                              |                              | Esteban de Zápolya (?-1499)   | Esteban de Zápolya (?-1499)   | Esteban de Zápolya (?-1499)   | Esteban de Zápolya (?-1499)   | Esteban de Zápolya (?-1499)    | Esteban de Zápolya (?-1499)    |                                |                                | Eduviges Piast (1469-1521)     | Eduviges Piast (1469-1521)     | Eduviges Piast (1469-1521) | Eduviges Piast (1469-1521) | Eduviges Piast (1469-1521)                                | Eduviges Piast (1469-1521)                                |                                                           |                                                           |                                                           |                                                           |                                                                       |                                                                       |                                                                       |                                                                       |                                                                       |                                                                       |                              |                              |                              |                              | Segismundo I el Viejo (1467-1548) (rey de Polonia, 1506-1548) | Segismundo I el Viejo (1467-1548) (rey de Polonia, 1506-1548) | Segismundo I el Viejo (1467-1548) (rey de Polonia, 1506-1548) | Segismundo I el Viejo (1467-1548) (rey de Polonia, 1506-1548) | Segismundo I el Viejo (1467-1548) (rey de Polonia, 1506-1548) | Segismundo I el Viejo (1467-1548) (rey de Polonia, 1506-1548) |                                                          |                                                          | Bona Sforza (1494-1557)                                  | Bona Sforza (1494-1557)                                  | Bona Sforza (1494-1557) | Bona Sforza (1494-1557) | Bona Sforza (1494-1557)  | Bona Sforza (1494-1557)  |                          |                          |                          |                          |  |  |                                                                   |                                                                   |                                                                   |                                                                   |                                                                   |                                                                   |
|  |  |  |  |  |  |  |  |  |  |                                                               |                                                               |                                                               |                                                               |                                                               |                                                               |                              |                              | Esteban de Zápolya (?-1499)   | Esteban de Zápolya (?-1499)   | Esteban de Zápolya (?-1499)   | Esteban de Zápolya (?-1499)   | Esteban de Zápolya (?-1499)    | Esteban de Zápolya (?-1499)    |                                |                                | Eduviges Piast (1469-1521)     | Eduviges Piast (1469-1521)     | Eduviges Piast (1469-1521) | Eduviges Piast (1469-1521) | Eduviges Piast (1469-1521)                                | Eduviges Piast (1469-1521)                                |                                                           |                                                           |                                                           |                                                           |                                                                       |                                                                       |                                                                       |                                                                       |                                                                       |                                                                       |                              |                              |                              |                              | Segismundo I el Viejo (1467-1548) (rey de Polonia, 1506-1548) | Segismundo I el Viejo (1467-1548) (rey de Polonia, 1506-1548) | Segismundo I el Viejo (1467-1548) (rey de Polonia, 1506-1548) | Segismundo I el Viejo (1467-1548) (rey de Polonia, 1506-1548) | Segismundo I el Viejo (1467-1548) (rey de Polonia, 1506-1548) | Segismundo I el Viejo (1467-1548) (rey de Polonia, 1506-1548) |                                                          |                                                          | Bona Sforza (1494-1557)                                  | Bona Sforza (1494-1557)                                  | Bona Sforza (1494-1557) | Bona Sforza (1494-1557) | Bona Sforza (1494-1557)  | Bona Sforza (1494-1557)  |                          |                          |                          |                          |  |  |                                                                   |                                                                   |                                                                   |                                                                   |                                                                   |                                                                   |
|  |  |  |  |  |  |  |  |  |  |                                                               |                                                               |                                                               |                                                               |                                                               |                                                               |                              |                              |                               |                               |                               |                               |                                |                                |                                |                                |                                |                                |                            |                            |                                                           |                                                           |                                                           |                                                           |                                                           |                                                           |                                                                       |                                                                       |                                                                       |                                                                       |                                                                       |                                                                       |                              |                              |                              |                              |                                                               |                                                               |                                                               |                                                               |                                                               |                                                               |                                                          |                                                          |                                                          |                                                          |                         |                         |                          |                          |                          |                          |                          |                          |  |  |                                                                   |                                                                   |                                                                   |                                                                   |                                                                   |                                                                   |
|  |  |  |  |  |  |  |  |  |  |                                                               |                                                               |                                                               |                                                               |                                                               |                                                               |                              |                              |                               |                               |                               |                               |                                |                                |                                |                                |                                |                                |                            |                            |                                                           |                                                           |                                                           |                                                           |                                                           |                                                           |                                                                       |                                                                       |                                                                       |                                                                       |                                                                       |                                                                       |                              |                              |                              |                              |                                                               |                                                               |                                                               |                                                               |                                                               |                                                               |                                                          |                                                          |                                                          |                                                          |                         |                         |                          |                          |                          |                          |                          |                          |  |  |                                                                   |                                                                   |                                                                   |                                                                   |                                                                   |                                                                   |
|  |  |  |  |  |  |  |  |  |  |                                                               |                                                               |                                                               |                                                               |                                                               |                                                               |                              |                              |                               |                               |                               |                               |                                |                                |                                |                                |                                |                                |                            |                            |                                                           |                                                           |                                                           |                                                           |                                                           |                                                           |                                                                       |                                                                       |                                                                       |                                                                       |                                                                       |                                                                       |                              |                              |                              |                              |                                                               |                                                               |                                                               |                                                               |                                                               |                                                               |                                                          |                                                          |                                                          |                                                          |                         |                         |                          |                          |                          |                          |                          |                          |  |  |                                                                   |                                                                   |                                                                   |                                                                   |                                                                   |                                                                   |
|  |  |  |  |  |  |  |  |  |  |                                                               |                                                               |                                                               |                                                               |                                                               |                                                               |                              |                              |                               |                               |                               |                               |                                |                                |                                |                                |                                |                                |                            |                            |                                                           |                                                           |                                                           |                                                           |                                                           |                                                           |                                                                       |                                                                       |                                                                       |                                                                       |                                                                       |                                                                       |                              |                              |                              |                              |                                                               |                                                               |                                                               |                                                               |                                                               |                                                               |                                                          |                                                          |                                                          |                                                          |                         |                         |                          |                          |                          |                          |                          |                          |  |  |                                                                   |                                                                   |                                                                   |                                                                   |                                                                   |                                                                   |
|  |  |  |  |  |  |  |  |  |  |                                                               |                                                               |                                                               |                                                               | Jorge de Zápolya (1488-1526)                                  | Jorge de Zápolya (1488-1526)                                  | Jorge de Zápolya (1488-1526) | Jorge de Zápolya (1488-1526) | Jorge de Zápolya (1488-1526)  | Jorge de Zápolya (1488-1526)  |                               |                               | Bárbara de Zápolya (1495-1515) | Bárbara de Zápolya (1495-1515) | Bárbara de Zápolya (1495-1515) | Bárbara de Zápolya (1495-1515) | Bárbara de Zápolya (1495-1515) | Bárbara de Zápolya (1495-1515) |                            |                            | Juan I de Zápolya (1487-1540) (rey de Hungría, 1526-1540) | Juan I de Zápolya (1487-1540) (rey de Hungría, 1526-1540) | Juan I de Zápolya (1487-1540) (rey de Hungría, 1526-1540) | Juan I de Zápolya (1487-1540) (rey de Hungría, 1526-1540) | Juan I de Zápolya (1487-1540) (rey de Hungría, 1526-1540) | Juan I de Zápolya (1487-1540) (rey de Hungría, 1526-1540) |                                                                       |                                                                       |                                                                       |                                                                       |                                                                       |                                                                       | Isabela Jagellón (1519-1559) | Isabela Jagellón (1519-1559) | Isabela Jagellón (1519-1559) | Isabela Jagellón (1519-1559) | Isabela Jagellón (1519-1559)                                  | Isabela Jagellón (1519-1559)                                  |                                                               |                                                               | Segismundo II (1520-1572) (rey de Polonia, r. 1548-1572)      | Segismundo II (1520-1572) (rey de Polonia, r. 1548-1572)      | Segismundo II (1520-1572) (rey de Polonia, r. 1548-1572) | Segismundo II (1520-1572) (rey de Polonia, r. 1548-1572) | Segismundo II (1520-1572) (rey de Polonia, r. 1548-1572) | Segismundo II (1520-1572) (rey de Polonia, r. 1548-1572) |                         |                         | Ana Jagellón (1523-1596) | Ana Jagellón (1523-1596) | Ana Jagellón (1523-1596) | Ana Jagellón (1523-1596) | Ana Jagellón (1523-1596) | Ana Jagellón (1523-1596) |  |  | Esteban I Báthory (1533-1586) (princ. Transilvania, r. 1571-1576) | Esteban I Báthory (1533-1586) (princ. Transilvania, r. 1571-1576) | Esteban I Báthory (1533-1586) (princ. Transilvania, r. 1571-1576) | Esteban I Báthory (1533-1586) (princ. Transilvania, r. 1571-1576) | Esteban I Báthory (1533-1586) (princ. Transilvania, r. 1571-1576) | Esteban I Báthory (1533-1586) (princ. Transilvania, r. 1571-1576) |
|  |  |  |  |  |  |  |  |  |  |                                                               |                                                               |                                                               |                                                               | Jorge de Zápolya (1488-1526)                                  | Jorge de Zápolya (1488-1526)                                  | Jorge de Zápolya (1488-1526) | Jorge de Zápolya (1488-1526) | Jorge de Zápolya (1488-1526)  | Jorge de Zápolya (1488-1526)  |                               |                               | Bárbara de Zápolya (1495-1515) | Bárbara de Zápolya (1495-1515) | Bárbara de Zápolya (1495-1515) | Bárbara de Zápolya (1495-1515) | Bárbara de Zápolya (1495-1515) | Bárbara de Zápolya (1495-1515) |                            |                            | Juan I de Zápolya (1487-1540) (rey de Hungría, 1526-1540) | Juan I de Zápolya (1487-1540) (rey de Hungría, 1526-1540) | Juan I de Zápolya (1487-1540) (rey de Hungría, 1526-1540) | Juan I de Zápolya (1487-1540) (rey de Hungría, 1526-1540) | Juan I de Zápolya (1487-1540) (rey de Hungría, 1526-1540) | Juan I de Zápolya (1487-1540) (rey de Hungría, 1526-1540) |                                                                       |                                                                       |                                                                       |                                                                       |                                                                       |                                                                       | Isabela Jagellón (1519-1559) | Isabela Jagellón (1519-1559) | Isabela Jagellón (1519-1559) | Isabela Jagellón (1519-1559) | Isabela Jagellón (1519-1559)                                  | Isabela Jagellón (1519-1559)                                  |                                                               |                                                               | Segismundo II (1520-1572) (rey de Polonia, r. 1548-1572)      | Segismundo II (1520-1572) (rey de Polonia, r. 1548-1572)      | Segismundo II (1520-1572) (rey de Polonia, r. 1548-1572) | Segismundo II (1520-1572) (rey de Polonia, r. 1548-1572) | Segismundo II (1520-1572) (rey de Polonia, r. 1548-1572) | Segismundo II (1520-1572) (rey de Polonia, r. 1548-1572) |                         |                         | Ana Jagellón (1523-1596) | Ana Jagellón (1523-1596) | Ana Jagellón (1523-1596) | Ana Jagellón (1523-1596) | Ana Jagellón (1523-1596) | Ana Jagellón (1523-1596) |  |  | Esteban I Báthory (1533-1586) (princ. Transilvania, r. 1571-1576) | Esteban I Báthory (1533-1586) (princ. Transilvania, r. 1571-1576) | Esteban I Báthory (1533-1586) (princ. Transilvania, r. 1571-1576) | Esteban I Báthory (1533-1586) (princ. Transilvania, r. 1571-1576) | Esteban I Báthory (1533-1586) (princ. Transilvania, r. 1571-1576) | Esteban I Báthory (1533-1586) (princ. Transilvania, r. 1571-1576) |
|  |  |  |  |  |  |  |  |  |  |                                                               |                                                               |                                                               |                                                               |                                                               |                                                               |                              |                              |                               |                               |                               |                               |                                |                                |                                |                                |                                |                                |                            |                            |                                                           |                                                           |                                                           |                                                           |                                                           |                                                           |                                                                       |                                                                       |                                                                       |                                                                       |                                                                       |                                                                       |                              |                              |                              |                              |                                                               |                                                               |                                                               |                                                               |                                                               |                                                               |                                                          |                                                          |                                                          |                                                          |                         |                         |                          |                          |                          |                          |                          |                          |  |  |                                                                   |                                                                   |                                                                   |                                                                   |                                                                   |                                                                   |
|  |  |  |  |  |  |  |  |  |  |                                                               |                                                               |                                                               |                                                               |                                                               |                                                               |                              |                              |                               |                               |                               |                               |                                |                                |                                |                                |                                |                                |                            |                            |                                                           |                                                           |                                                           |                                                           |                                                           |                                                           |                                                                       |                                                                       |                                                                       |                                                                       |                                                                       |                                                                       |                              |                              |                              |                              |                                                               |                                                               |                                                               |                                                               |                                                               |                                                               |                                                          |                                                          |                                                          |                                                          |                         |                         |                          |                          |                          |                          |                          |                          |  |  |                                                                   |                                                                   |                                                                   |                                                                   |                                                                   |                                                                   |
|  |  |  |  |  |  |  |  |  |  | Joaquín II de Brandeburgo (1505-1571) (elector, r. 1535-1571) | Joaquín II de Brandeburgo (1505-1571) (elector, r. 1535-1571) | Joaquín II de Brandeburgo (1505-1571) (elector, r. 1535-1571) | Joaquín II de Brandeburgo (1505-1571) (elector, r. 1535-1571) | Joaquín II de Brandeburgo (1505-1571) (elector, r. 1535-1571) | Joaquín II de Brandeburgo (1505-1571) (elector, r. 1535-1571) |                              |                              | Eduviges Jagellón (1513-1573) | Eduviges Jagellón (1513-1573) | Eduviges Jagellón (1513-1573) | Eduviges Jagellón (1513-1573) | Eduviges Jagellón (1513-1573)  | Eduviges Jagellón (1513-1573)  |                                |                                | Princesa Ana (1515-1520)       | Princesa Ana (1515-1520)       | Princesa Ana (1515-1520)   | Princesa Ana (1515-1520)   | Princesa Ana (1515-1520)                                  | Princesa Ana (1515-1520)                                  |                                                           |                                                           |                                                           |                                                           | Juan Segismundo de Zápolya (1540-1571) (rey de Hungría, r. 1540-1571) | Juan Segismundo de Zápolya (1540-1571) (rey de Hungría, r. 1540-1571) | Juan Segismundo de Zápolya (1540-1571) (rey de Hungría, r. 1540-1571) | Juan Segismundo de Zápolya (1540-1571) (rey de Hungría, r. 1540-1571) | Juan Segismundo de Zápolya (1540-1571) (rey de Hungría, r. 1540-1571) | Juan Segismundo de Zápolya (1540-1571) (rey de Hungría, r. 1540-1571) |                              |                              |                              |                              |                                                               |                                                               |                                                               |                                                               |                                                               |                                                               |                                                          |                                                          |                                                          |                                                          |                         |                         |                          |                          |                          |                          |                          |                          |  |  |                                                                   |                                                                   |                                                                   |                                                                   |                                                                   |                                                                   |
|  |  |  |  |  |  |  |  |  |  | Joaquín II de Brandeburgo (1505-1571) (elector, r. 1535-1571) | Joaquín II de Brandeburgo (1505-1571) (elector, r. 1535-1571) | Joaquín II de Brandeburgo (1505-1571) (elector, r. 1535-1571) | Joaquín II de Brandeburgo (1505-1571) (elector, r. 1535-1571) | Joaquín II de Brandeburgo (1505-1571) (elector, r. 1535-1571) | Joaquín II de Brandeburgo (1505-1571) (elector, r. 1535-1571) |                              |                              | Eduviges Jagellón (1513-1573) | Eduviges Jagellón (1513-1573) | Eduviges Jagellón (1513-1573) | Eduviges Jagellón (1513-1573) | Eduviges Jagellón (1513-1573)  | Eduviges Jagellón (1513-1573)  |                                |                                | Princesa Ana (1515-1520)       | Princesa Ana (1515-1520)       | Princesa Ana (1515-1520)   | Princesa Ana (1515-1520)   | Princesa Ana (1515-1520)                                  | Princesa Ana (1515-1520)                                  |                                                           |                                                           |                                                           |                                                           | Juan Segismundo de Zápolya (1540-1571) (rey de Hungría, r. 1540-1571) | Juan Segismundo de Zápolya (1540-1571) (rey de Hungría, r. 1540-1571) | Juan Segismundo de Zápolya (1540-1571) (rey de Hungría, r. 1540-1571) | Juan Segismundo de Zápolya (1540-1571) (rey de Hungría, r. 1540-1571) | Juan Segismundo de Zápolya (1540-1571) (rey de Hungría, r. 1540-1571) | Juan Segismundo de Zápolya (1540-1571) (rey de Hungría, r. 1540-1571) |                              |                              |                              |                              |                                                               |                                                               |                                                               |                                                               |                                                               |                                                               |                                                          |                                                          |                                                          |                                                          |                         |                         |                          |                          |                          |                          |                          |                          |  |  |                                                                   |                                                                   |                                                                   |                                                                   |                                                                   |                                                                   |

| Predecesor: Juan I | Rey de Hungría contra Fernando I de Habsburgo 1540-1570 | Sucesor: Maximiliano       |
| Predecesor: -      | Príncipe de Transilvania 1570-1571                      | Sucesor: Esteban I Báthory |